# Standing on a Beach - The Singles 1978-1985
Standing on a Beach - The Singles 1978-1985 è una raccolta del 1986 di singoli del gruppo musicale britannico dei Cure.

## Descrizione
Prima vera e propria raccolta omnicomprensiva dei singoli passati della band, questo disco è stato il primo serio passo verso il futuro successo commerciale raggiunto alla fine degli anni ottanta. Contrariamente alla norma quando si parla di compilation, nella tracklist non vi è alcun inedito anche se, per promuovere adeguatamente il disco, sono stati comunque fatti uscire due singoli diversi: una nuova registrazione di Boys Don't Cry (originariamente del 1979), nella maggior parte del globo e, esclusivamente in America, una ristampa di Let's Go to Bed del 1982. Per Boys Don't Cry inoltre è stato prodotto anche un video, il primo per questa canzone, dato che nell'uscita originale non esisteva.
L'album ha raggiunto la posizione numero 4 nelle classifiche inglesi, battendo il record del precedente The Head on the Door che era arrivato alla 7; invece negli Stati Uniti d'America non ha avuto eguale fortuna in termini di classifiche, fermandosi alla 48, ma si è affermato come disco più venduto della storia della band, insieme a Disintegration, arrivando ai due milioni di copie (doppio disco di platino) nel 1997.
La versione pubblicata su CD di questo disco è intitolata Staring at the sea - The Singles (entrambi i titoli sono versi presi dal singolo di debutto, Killing an Arab) e contiene in più rispetto al LP anche 4 singoli non pubblicati commercialmente, ma solo in formato promozionale.
La versione su cassetta contiene, oltre alle 13 canzoni dell'LP, anche tutte le relative b-side, raggruppate sotto il titolo The Unavailable B-sides.

## Il video
Congiuntamente al disco è uscito anche il relativo VHS-Laserdisc, chiamato Staring at the Sea - The Images, contenente i video per tutte le 17 canzoni presenti nella versione CD.

## Tracce

### Lato A
Edizioni musicali Fiction Records.
1. Killing an Arab – 2:22 (Smith, Tolhurst, Dempsey)
2. Boys Don't Cry – 2:35 (Smith, Tolhurst, Dempsey)
3. Jumping Someone Else's Train – 2:54 (Smith, Tolhurst, Dempsey)
4. A Forest – 4:53 (Smith, Tolhurst, Gallup, Hartley)
5. Primary – 3:33 (Smith, Tolhurst, Gallup)
6. Charlotte Sometimes – 4:13 (Smith, Tolhurst, Gallup)
7. The Hanging Garden – 4:21 (Smith, Tolhurst, Gallup)

### Lato B
1. Let's Go to Bed – 3:33 (Smith, Tolhurst)
2. The Walk – 3:28 (Smith, Tolhurst)
3. The Love Cats – 3:38 (Smith)
4. The Caterpillar – 3:38 (Smith, Tolhurst)
5. In Between Days – 2:56 (Smith)
6. Close to me (remix) – 3:39 (Smith)

## Edizioni successive

### MusicassettaThe Unavailable B-sides
Il lato A della musicassetta contiene gli stessi 13 brani del vinile; il lato B invece contiene i seguenti brani:
1. I'm Cold – 2:47 (Smith, Tolhurst, Dempsey)
2. Another Journey By Train – 3:04 (Smith, Gallup, Tolhurst, Hartley)
3. Descent – 3:07 (Smith, Gallup, Tolhurst)
4. Splintered in Her Head – 5:16 (Smith, Gallup, Tolhurst)
5. Mr Pink Eyes – 2:42 (Smith, Tolhurst)
6. Happy the Man – 2:45 (Smith)
7. Throw Your Foot – 3:33 (Smith)
8. The Exploding Boy – 2:52 (Smith)
9. A Few Hours After This – 2:26 (Smith)
10. A Man Inside My Mouth – 3:05 (Smith)
11. Stop Dead – 4:02 (Smith)
12. New Day – 4:08 (Smith, Tolhurst)

### Compact disc
Gli stessi brani dell'LP in vinile più (i numeri d'ordine sono quelli in cui i 4 nuovi brani figurano nel CD):
1. 10:15 Saturday Night – 3:37 (Smith, Tolhurst, Dempsey)

1. Play For Today – 3:41 (Smith, Tolhurst, Gallup, Hartley)

1. Other Voices – 4:27 (Smith, Tolhurst, Gallup)

1. A Night Like This – 4:11 (Smith)

## Singoli
- Boys Don't Cry (new voice/new mix) (aprile 1986). B-sides: Pillbox Tales, Do the Hansa, Boys Don't Cry (new voice/club mix).
- Let's Go to Bed (aprile 1986). Solo in America. B-side: Boys don't cry, Boys Don't Cry (new voice/new mix), Boys Don't Cry (new voice/club mix).